# Авиарм
«Авиарм» (укр. «Авіарм») — научно-производственное предприятие в Шевченковском районе Киева, которое разрабатывает и выпускает продукцию военного, двойного и гражданского назначения.

## История
Предприятие было создано в 1991 году и первоначально специализировалось на разработке радиоэлектронного оборудования специального назначения. В связи с сокращением государственного военного заказа и государственного финансирования НИОКР после провозглашения независимости Украины, «Авиарм» освоило новые виды деятельности и стало многопрофильным предприятием.
К началу 2008 года основными направлениями деятельности предприятия являлись:
- разработка и изготовление электронных устройств двойного назначения (среди которых - приборы спутниковой навигации для силовых структур, системы контроля за подвижными объектами для транспортных компаний, оборудование для цифрового картографирования, работы беспроводных сетей телекоммуникации, каналов связи типа "Bluetooth" и GSM), малогабаритных низкопотребляющих компонентов и иных комплектующих к ним[1]
- производство продукции гражданского назначения (медицинских приборов кардиомониторинга, весодозирующих комплексов для пищевой промышленности)[1]
- ведение НИОКР для сторонних организаций по их техническим заданиям, создание специализированного программного обеспечения[1]
- выполнение работ по адаптации к требованиям заказчика, установке, запуску, наладке, техническому обслуживанию и ремонту оборудования, производимого предприятием[1]

Кроме того, «Авиарм» был разработан прибор спутниковой навигации военного назначения СНП-1, предназначенный для установки на наземную бронетехнику.
С 2000х годов совместно с другими предприятиями военно-промышленного комплекса Украины «Авиарм» участвует в программах модернизации авиатехники ВВС Украины: 
- в ходе модернизации учебно-боевых самолётов L-39С до уровня Л-39М на них устанавливают бортовой тренажерный комплекс БТК-39 (одним из компонентов которого является многофункциональный индикатор лётчика БФИ-1 с рабочим полем 158×88 мм производства ООО «Авиарм»)[2]
- также, ООО «Авиарм» участвует в выполнении работ по модернизации истребителей МиГ-29 до уровня МиГ-29МУ1[3]